# Desert Hearts
Desert Hearts (bra: Corações Desertos) é um filme de drama romântico americano de 1985 dirigido por Donna Deitch. O roteiro, escrito por Natalie Cooper, é uma adaptação do romance lésbico de 1964, Desert of the Heart, de Jane Rule. Ambientado em Reno, Nevada, em 1959, conta a história de uma professora universitária que aguarda o divórcio e que encontra seu verdadeiro eu por meio de um relacionamento com outra mulher mais autoconfiante. O filme é estrelado por Helen Shaver e Patricia Charbonneau com atuação coadjuvante de Audra Lindley.
Desert Hearts foi lançado nos cinemas nos Estados Unidos em 7 de março de 1986 e no Reino Unido em 6 de junho de 1986. É considerado o primeiro longa-metragem a "dessensacionalizar o lesbianismo", apresentando um impacto positivo retrato de um romance lésbico.

## Elenco
- Helen Shaver como Vivian Bell
- Patricia Charbonneau como Cay Rivers
- Audra Lindley como Frances Parker
- Andra Akers como Silver
- Gwen Welles como Gwen
- Dean Butler como Darrell
- James Staley como Art Warner
- Katie La Bourdette como Lucille
- Alex McArthur como Walter
- Tyler Tyhurst como Buck
- Denise Crosby como Pat
- Antony Ponzini como Joe

## Desenvolvimento e produção
Desert Hearts é vagamente baseado no romance de 1964, Desert of the Heart, de Jane Rule. Em 1979, Donna Deitch estava procurando uma história sobre um romance lésbico que "fosse popular, não no contexto da comunidade feminina ou do Village (de Nova Iorque)." O primeiro rascunho do roteiro, escrito por Deitch, seguiu a história original, mas quando Natalie Cooper foi contratada como roteirista ela se afastou dela. Os nomes dos personagens principais foram alterados: Evelyn Hall tornou-se Vivian Bell e Ann Childs tornou-se Cay Rivers. Outros personagens foram minimizados ou excluídos, as subtramas foram eliminadas e a cena de amor foi explicitada. Jane Rule descreveu o filme como "lindamente simplificado".
Deitch levantou os US$ 1,5 milhão necessários para o orçamento de produção com uma doação de US$ 20.000 do Fundo Nacional Para as Artes e vendas de US$ 15.000 em ações para corretores da bolsa e investidores individuais. O maior grupo de investidores eram mulheres lésbicas e feministas em várias cidades dos Estados Unidos, e o maior investidor individual era um homem gay. Ela deu festas para arrecadar fundos e publicou um boletim informativo regular para manter os investidores informados sobre o desenvolvimento do projeto. A arrecadação de fundos levou quase quatro anos. Ela finalmente vendeu sua casa para cobrir os custos de conclusão. Em uma entrevista de 1991 ao The Guardian, Deitch disse que: "Em São Francisco eu vendi isso como política. Em Nova Iorque como arte. Em Los Angeles eu os convenci que seria um sucesso de bilheteria." Demorou quase seis anos para Deitch levar Desert Hearts às telas do cinema.
Deitch encontrou dificuldade em encontrar atrizes que retratassem lésbicas sem reservas, com muitas se recusando a fazer o teste para o filme. Patricia Charbonneau foi a primeira atriz a ser escalada e foi para Los Angeles com Deitch para que pudesse fazer um teste com aqueles que estavam lendo para o papel de Vivian Bell. Deitch percebeu imediatamente a química entre Charbonneau e Helen Shaver. Ela convenceu as atrizes a trabalhar em escala, e após a conclusão do elenco, o filme foi rodado em locações em Reno em 31 dias. Os fundos limitados muitas vezes exigiam a filmagem de duas cenas em um dia, com pouco espaço para retomadas. Alugar espaço em um cassino real estava fora de questão e um cenário decorado em um quarto de um hotel abandonado serviu como cassino no filme.
Desert Hearts foi a estreia de Patricia Charbonneau no cinema. O contrato com Charbonneau e Shaver as obrigava a realizar a cena de sexo no quarto do hotel sem dublês e a ficar nuas diante das câmeras da cintura para cima. A cena foi filmada no penúltimo dia de filmagem, com o diretor de fotografia Robert Elswit e um operador de som como os únicos membros da equipe presentes. A The Samuel Goldwyn Company insistiu em cortar a cena, mas Deitch recusou. Em uma entrevista ao Los Angeles Times de 1986, Helen Shaver descreveu-o como sendo "profundamente íntimo".
Deitch se tornou a primeira diretora lésbica a ter uma cena de sexo entre mulheres vista pelo público em geral do cinema. Ela ficou surpresa ao saber, 20 anos após o lançamento do filme, que Helen Shaver e Patricia Charbonneau foram informadas por seus amigos e agentes que o filme arruinaria suas carreiras.
Em uma entrevista ao The Globe and Mail de 1986, Shaver disse que estava sendo considerada para um papel em Joshua Then and Now, que teria promovido sua carreira muito mais longe do que Desert Hearts. Donna Deitch garantiu-lhe por telefone que ela era a pessoa certa para o filme e disse que se recusava a desligar o telefone até obter uma resposta. Após cinco minutos, Shaver aceitou o papel. Shaver explicou seus sentimentos sobre o filme. "Eu estava com medo, não do lesbianismo - o roteiro dizia: 'A paixão aumenta' na cena de amor, então, uma vez que eu soube como a paixão se desenvolveu e onde a câmera estaria, tudo bem - mas porque alguém queria que eu fizesse isso - o que eu queria fazer o tempo todo, e aqui estava, e tudo que eu precisava fazer era dizer sim. Eu sempre quis fazer um filme. Agora, se eu nunca fizer outro, eu fiz isso. Por pela primeira vez, sinto que fiz um trabalho completo em filme."
Uma impressão original de 35 mm de Desert Hearts foi doada ao Outfest UCLA Legacy Project for LGBT Film Preservation no UCLA Film & Television Archive. Em comemoração ao seu 30º aniversário, a impressão pessoal de 35 mm de Deitch foi exibida no Museu de Arte Moderna em dezembro de 2016.
Desert Hearts foi restaurado digitalmente pelo UCLA Film & Television Archive e pela Criterion Collection/Janus Films em conjunto com o Outfest UCLA Legacy Project e o Sundance Institute.
Em abril de 2016, Donna Deitch anunciou que estava arrecadando fundos para produzir uma sequência de Desert Hearts, que se passaria na Cidade de Nova Iorque durante o movimento de libertação das mulheres.

## Lançamento

Pôster teatral do lançamento de 2017 da restauração em 4K.

Desert Hearts fez sua estreia na América do Norte no Festival de Cinema de Telluride de 1985 em setembro de 1985. Teve sua estreia mundial no Festival Internacional de Cinema de Toronto de 1985 em setembro de 1985. O filme foi exibido no Festival Internacional de Cinema de Chicago de 1985 em 15 de novembro de 1985, e o Festival Sundance de Cinema de 1986 em janeiro de 1986. Desert Hearts foi o único filme lésbico de nove filmes selecionados para exibição no primeiro Festival de Cinema Lésbico e Gay de Londres em 1986.
Foi amplamente lançado nos Estados Unidos pela The Samuel Goldwyn Company em 7 de março de 1986, e no Reino Unido pela Mainline Pictures Ltd. em 6 de junho de 1986.
A restauração 4K fez sua estreia no Festival Sundance de Cinema de 2017 em 24 de janeiro de 2017 (seguida por uma sessão de perguntas e respostas com a diretora Donna Deitch, o diretor de fotografia Robert Elswit e a designer de produção Jeannine Oppewall). Foi exibido em Los Angeles pelo UCLA Film & Television Archive em 4 de fevereiro de 2017; e em São Francisco no Frameline Film Festival em 18 de junho de 2017. A nova versão digital foi lançada nos cinemas pela Janus Films em julho de 2017.

## Recepção crítica
A reação dos críticos de cinema foi mista. Em sua crítica contundente para o The New York Times, Vincent Canby criticou o roteiro como "sem imaginação", descreveu seus personagens como tendo "tão pouca vida" e o filme como carente de "voz ou estilo próprio", mas acrescentou que é "tão sério e sincero que merece nota A em comportamento". Em comparação, Gene Siskel do Chicago Tribune deu ao filme 3-1/2 estrelas de 4 e escreveu que era "uma narrativa elegante e tradicional" com "caracterizações e performances completas, uma cena de amor genuinamente terna e erótica e um final docemente satisfatório"; acrescentando que "a produção do filme e as performances são tão perfeitas que "Desert Hearts" pode realizar no filme o que não aconteceu foi alcançado na sociedade - a dessenalização do lesbianismo."
Na crítica de The Body Politic, Ed Jackson disse que o roteiro era "recheado de frases hilariantes", descreveu a cena de amor como "um estudo luminoso de erotismo suave, quase dolorosamente íntimo", e o filme como "um deleite que é ao mesmo tempo macio e açucarado", "bonito, bem construído" e "muito mais denso do que a simples propaganda com que pode parecer à primeira vista". Michael Musto escreveu no Saturday Review que "o Lesbianismo não é explorado para causar angústia à la The Children's Hour, ou abordado e depois sumariamente descartado como em Personal Best; é tratado com ternura e otimismo, se não com muita leviandade e inteligência." Paul Attanasio, do The Washington Post, elogiou muito o filme, chamando-o de "surpreendentemente polido e cheio de nuances"; e embora alguns aspectos da cinematografia tenham sido criticados, comentou: "O primeiro longa de Donna Deitch toca em algo sobre o amor que poucos filmes sequer sugerem - não o tremor, ou a ocultação e a justa (embora exista isso), mas a forma como a atração de dois amantes distorcem o mundo ao seu redor, deixando-o fora de sintonia." No Los Angeles Times, Sheila Benson escreveu que embora não fosse "fácil simpatizar com sua personagem", Charbonneau era uma "presença magnética" e tanto ela quanto Audra Lindley deram "atuações incríveis"; afirmando que "embora você possa sentir as limitações orçamentárias a cada cena truncada, está claro que Deitch é adepto dos atores e da câmera". No Chicago Sun-Times, Roger Ebert deu a Desert Hearts duas estrelas e meia pela simplicidade e franqueza do filme, mas notou o poder surpreendente das cenas românticas. Em City Limits, Amanda Lipman escreveu que era "um romance apaixonado e filmado com amor" e que "uma das diferenças mais importantes entre [Desert Hearts] e a maioria dos romances heterossexuais é a igualdade com que trata cada um de seus personagens centrais." Geoff Brown no The Times elogiou o filme de todo o coração, incluindo ambos os atores nos papéis principais, escrevendo "Alimentado por performances vibrantes e um roteiro especializado que articula sentimentos sem ascender a nuvens prolixas, Desert Hearts se eleva muito acima dessas categorias de escaninhos como o nostálgico drama de época ou a história de amor lésbica. O filme de Deitch é um drama apaixonante e lindamente controlado sobre fazer escolhas e exercitar o coração: em uma palavra, sobre viver.”
Em seu estudo crítico sobre a homossexualidade no cinema, The Celluloid Closet: Homosexuality in the Movies, o historiador de cinema Vito Russo escreveu: "Desert Hearts é uma história de amor que recria com perspicácia e ternura como poderia ter sido para duas mulheres de gerações diferentes. e os antecedentes para se apaixonar nos anos 50... A recusa de Deitch em apresentar a reação do mundo hétero ao lesbianismo como foco de seu filme fez toda a diferença na forma como o relacionamento entre as mulheres era percebido pelo público. Ele comentou sobre a crítica de Vincent Canby ao filme: "No New York Times, Vincent Canby reclamou que não recebemos informações suficientes sobre a qualidade do casamento desfeito de Vivian, perguntando se talvez seu lesbianismo fosse uma reação histérica ao seu divórcio. ... Este é o ponto em que muitos críticos heterossexuais se desqualificam para fazer críticas perspicazes de filmes gays."
No agregador de críticas Rotten Tomatoes, Desert Hearts tem um índice de aprovação de 90% com base em 29 resenhas, com uma pontuação média de 7,5 em 10. No Metacritic, o filme tem uma pontuação de 67 em 100, com base em 12 críticas de críticos de cinema, indicando "críticas geralmente favoráveis".

### Reavaliação
Com o passar do tempo, Desert Hearts ganhou reconhecimento pela sua qualidade e impacto no cinema lésbico. Em 1996, The Sydney Morning Herald declarou: "Desert Hearts, de Donna Deitch, de 1985, é amplamente considerado um dos melhores e mais significativos filmes de ficção sobre lésbicas". The Globe and Mail referiu-se a ele como "uma das primeiras e mais conceituadas obras em que um relacionamento lésbico é retratado favoravelmente".
O Lesbian Film Guide afirma: "Não é exagero dizer que em 1985 Desert Hearts foi o filme pelo qual muitas lésbicas esperaram durante toda a vida. Pela primeira vez na história do cinema, aqui estava um filme que era uma história de amor lésbica descaradamente romântica, voltado principalmente para um público lésbico."
PlanetOut o definiu como "Um dos filmes lésbicos/gays seminais da década de 1980 e, sem dúvida, o filme lésbico mais romântico de todos os tempos"; e "historicamente importante porque foi o primeiro longa-metragem com temática lésbica escrito e dirigido por uma mulher". Em 2002, Desert Hearts foi indicado na lista do American Film Institute das maiores histórias de amor no cinema em 100 anos. Em 2013, o The Guardian nomeou Desert Hearts um dos dez filmes mais românticos e caracterizou a cena final de Vivian e Cay na estação de trem como "uma versão subversiva dos finais de Hollywood". Curve descreveu Desert Hearts como "possivelmente o primeiro longa-metragem com personagens femininas completas que se sentem atraídas uma pela outra sem que essa atração seja contestada por um homem".
Em 2007, o Outfest nomeou Desert Hearts um dos "25 filmes que mudaram nossas vidas". Foi um dos "25 filmes LGBT mais importantes" em uma enquete de leitores do IndieWire de 2014. Em 2017, Autostraddle classificou-o entre 25 dos 102 melhores filmes lésbicos de todos os tempos. Em 2020, o The A.V. Club nomeou Desert Hearts um dos 50 filmes independentes americanos mais importantes.

## Recepção do público
A crítica literária lésbica Camille Paglia elogiou o filme por suas "atuações fascinantes", tendo-o visto 11 vezes nos cinemas. Ela afirmou que a "mágica" de Patricia Charbonneau veio do brilho hormonal, já que ela descobriu que estava grávida antes do início das filmagens. Em sua obra marcante Sexual Personae (1990), Paglia escreveu: "A coisa mais próxima que já vi da Rosalind de Shakespeare é a atuação espirituosa de Patricia Charbonneau como uma vaqueira de Reno no filme Desert Hearts de Donna Deitch."
A atriz Jane Lynch disse que nunca "viu no celulóide uma paixão e um desejo tão reais entre duas mulheres" e assistiu ao vídeo "mais de 50 vezes". C.J. Prince, autor e diretor executivo de North Jersey Pride, escreveu em 2014 que Desert Hearts "era revigorantemente diferente, não apenas porque os personagens não eram psicóticos, mas também porque não terminava em um amor deprimente e não correspondido. ..ou morte", acrescentando que "o filme se apresenta como uma história ousada e lindamente retratada sobre a busca pela autenticidade e pelo amor, e os sacrifícios que é preciso fazer para encontrá-los... Para um filme de estreia, é tão bom como fica."
Em uma avaliação dos filmes do gênero lésbico desde a década de 1980, Slate disse que o filme era "imensamente popular entre o público lésbico" e ganhou " status de clássico cult ... anos depois de ter sido lançado".

## Bilheteria
No outono de 1986, Desert Hearts arrecadou US$ 2,5 milhões nos Estados Unidos e Canadá. A receita de seu aluguel por empresas de distribuição independentes foi de US$ 1,1 milhão.

## Prêmios e indicações
| Lista de prêmios e indicações               | Lista de prêmios e indicações | Lista de prêmios e indicações       | Lista de prêmios e indicações | Lista de prêmios e indicações | Lista de prêmios e indicações |
| Associações                                 | Ano                           | Categoria                           | Nomeações                     | Resultado                     |                               |
| ------------------------------------------- | ----------------------------- | ----------------------------------- | ----------------------------- | ----------------------------- | ----------------------------- |
| Independent Spirit Awards                   | 1987                          | Melhor Protagonista Feminina        | Patricia Charbonneau          | Indicada                      |                               |
| Festival Internacional de Cinema de Locarno | 1985                          | Leopardo de Bronze                  | Helen Shaver                  | Venceu                        |                               |
| Festival Sundance de Cinema                 | 1986                          | Grande Prêmio do Júri – Dramático   | Desert Hearts                 | Indicado                      |                               |
| Festival Sundance de Cinema                 | 1986                          | Prêmio Especial do Júri – Dramático | Desert Hearts                 | Venceu                        |                               |

## Mídia doméstica
O VHS de Desert Hearts foi lançado pela Vestron Video nos Estados Unidos em dezembro de 1986, e no Reino Unido pela Vestron Video International em 3 de abril de 1987. O DVD foi lançado pela MGM Home Entertainment na Região 1 em 23 de janeiro de 2001.
Um DVD de edição especial de 2 discos "Vintage Collection" para a Região 1 foi lançado pela Wolfe Video em 5 de junho de 2007. Os recursos extras do DVD incluíam o trailer teatral original, imagens inéditas da cena de amor, apresentação de slides de fotografias de produção, um comentário de Donna Deitch e entrevistas que ela conduziu com Helen Shaver e Patricia Charbonneau.
A versão restaurada digitalmente foi lançada em Blu-ray e DVD pela The Criterion Collection em 14 de novembro de 2017; apresentando novas entrevistas com Helen Shaver e Patricia Charbonneau, um trecho de um documentário de 1995 sobre Jane Rule, um ensaio do crítico de cinema B. Ruby Rich, conversas entre Donna Deitch e a equipe de filmagem mais Jane Lynch, e o comentário em áudio de Deitch incluído no lançamento de 2007 da Wolfe Video.